# Mary Anne Locke
Mary Anne Locke (24 septembre 1831 - 1889) est une distillatrice et une philanthrope irlandaise.

## Biographie
Mary Anne Locke est née Mary Anne Theresa Devereux à Wexford le 24 septembre 1831. Son père est Nicholas Devereux, propriétaire de la Bishop's Water Distillery, Wexford. Elle est la nièce de John Thomas Devereux et Richard Joseph Devereux. En 1850, elle épouse John Locke, le propriétaire de la Locke's Distillery (actuellement Kilbeggan Distillery) et vit à Brusna House à côté de la distillerie. Le couple a trois fils, dont l'aîné meurt en bas âge, ainsi qu'une fille qui meurt également en bas âge.
Après la mort de son mari, elle reprend la direction de la distillerie de 1868 à 1880 environ. Elle ajoute un magasin de spiritueux au site en 1868 à côté de Brusna House. Sous sa direction, la distillerie double son débit de production et poursuit les investissements dans les machines et les bâtiments. En prolongeant la saison de distillation et en doublant le nombre de périodes de distillation chaque saison, elle augmente la rentabilité de l'entreprise, avec une production atteignant 78 000 gallons en 1875. Elle prend sa retraite vers 1880 lorsque son fils aîné, John Edward Locke, est assez âgé pour gérer l'entreprise. Avec son père, elle aide à financer la création d'un couvent de miséricorde à Kilbeggan en 1879. Elle fournit le terrain et 1 000 £ pour la construction, et donne ensuite 6 000 £ supplémentaires.
Devenue veuve, Locke déménage de Brusna House à Ardnaglue House près de Kilbeggan. Elle y meurt en 1889.